# Jalysus caducus
Jalysus caducus är en insektsart som först beskrevs av William Lucas Distant 1893.  Jalysus caducus ingår i släktet Jalysus och familjen styltskinnbaggar. Inga underarter finns listade i Catalogue of Life.